# Liskärs Strömmen
Liskärs Strömmen är en fjärd i Åland (Finland). Den ligger i den östra delen av landskapet, 40 km öster om huvudstaden Mariehamn.